# Torrubiella
Torrubiella — рід грибів родини Clavicipitaceae. Назва вперше опублікована 1885 року.